# NGC 318
NGC 318 es una galaxia lenticular de la constelación de Piscis.
Fue descubierta el 19 de noviembre de 1850 por el astrónomo William Herschel.